# Sandy Stuvik

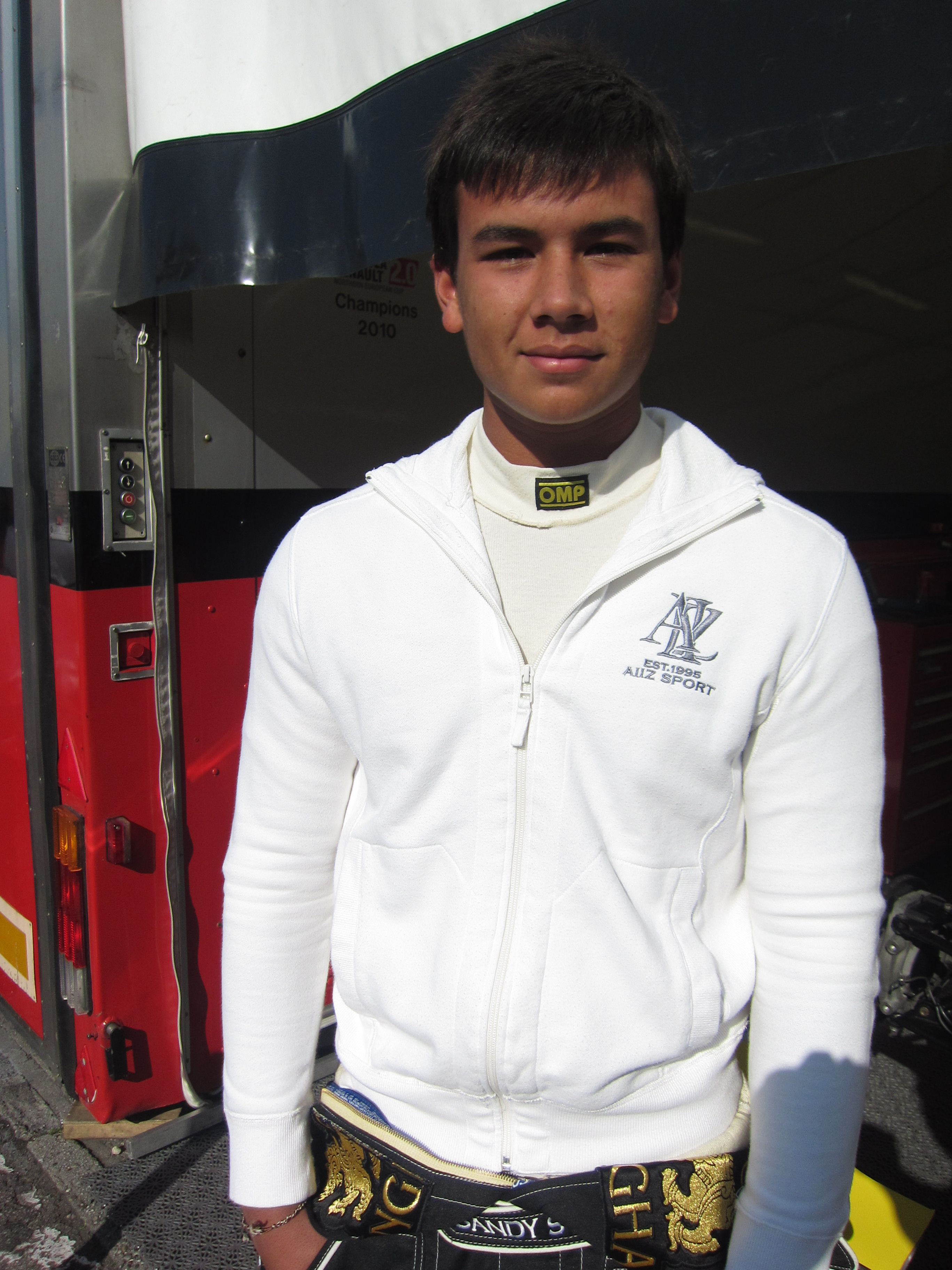
Sandy Stuvik in 2011

Sandy Nicholas Stuvik (Phuket, 11 april 1995), ook bekend als Sandy Kraokaew Stuvik, is een Thais-Noors autocoureur.

## Carrière
Stuvik begon zijn autosportcarrière in het karting in 2002 in verschillende lokale kampioenschappen. In 2008 promoveerde hij naar de Rotax Max Junior-klasse, waarbij hij nog steeds in lokale kampioenschappen reed.
In 2010 maakte Stuvik de overstap naar het formuleracing, waarbij hij in de Aziatische Formule Renault Challenge uitkwam voor het Asia Racing Team. Hij eindigde alle races op het podium, waarbij hij met vier overwinningen het kampioenschap won met 286 punten. Na afloop van het seizoen won hij ook de Winter Cup van het kampioenschap.
In 2011 ging Stuvik in Europa racen in de Eurocup Formule Renault 2.0, waarin hij voor het team KEO Racing uitkwam. Nadat hij na vier raceweekenden overstapte naar het Interwetten.com Racing Junior Team, eindigde hij als 28e in het kampioenschap zonder punten. Tevens nam hij voor KEO deel aan de raceweekenden op de Hockenheimring en Spa-Francorchamps in de Formule Renault 2.0 NEC, waarbij een negende plaats op Hockenheim zijn beste resultaat was.
In 2012 stapte Stuvik fulltime over naar de Formule Renault 2.0 NEC voor Interwetten. Hij eindigde veertien keer in de punten in twintig races, met als beste resultaat een zesde plaats op de Motorsport Arena Oschersleben, en eindigde als veertiende in het kampioenschap met 140 punten.
In 2013 maakte Stuvik zijn Formule 3-debuut in de Europese F3 Open bij het team RP Motorsport. Hij eindigde elke race van het seizoen in de top 5 en behaalde drie overwinningen op het Circuit Paul Ricard, Spa-Francorchamps en het Autodromo Nazionale Monza. Uiteindelijk eindigde hij met 247 punten achter Ed Jones als tweede in het kampioenschap, alhoewel zijn twee slechtste resultaten waren geschrapt, met welke hij voor Jones zou zijn geëindigd.
In 2014 bleef Stuvik voor RP rijden in het kampioenschap, dat haar naam veranderd heeft in Euroformula Open. Hij domineerde het kampioenschap met elf overwinningen uit zestien races, en behaalde het kampioenschap met 332 punten met nog één raceweekend te gaan.
In 2015 maakte Stuvik de overstap naar de GP3 Series, waar hij voor het team Status Grand Prix uitkwam. Hier kende hij een moeilijk debuutseizoen, waarin hij enkel op de Red Bull Ring en het Autodromo Nazionale Monza punten scoorde. Hij werd uiteindelijk zeventiende in de eindstand met zeven punten.
In 2016 stapt Stuvik binnen de GP3 over naar het team Trident.